# Giovanni Beda Cardinale
Giovanni Beda Cardinale (Genova, 30 luglio 1869 – Genova, 1º dicembre 1933) è stato un arcivescovo cattolico e diplomatico italiano, a servizio della Santa Sede.

## Biografia
Dopo aver completato gli studi nel monastero benedettino di San Giuliano di Albaro ed essere ordinato sacerdote nel 1893, fu eletto abate dell'abbazia di Praglia l'8 febbraio 1905.

### Ministero episcopale
Il 27 maggio 1907 fu nominato vescovo di Tarquinia e Civitavecchia da papa Pio X.
Il 9 giugno 1907 ricevette la consacrazione episcopale dalle mani del cardinale Girolamo Maria Gotti, prefetto della Congregazione di Propaganda Fide, co-consacranti l'arcivescovo di Spoleto Domenico Serafini, O.S.B., divenuto in seguito cardinale e l'arcivescovo titolare di Darni Józef Weber. L'ingresso ufficiale in cattedrale ebbe luogo il 5 gennaio 1908.
Il 3 febbraio 1910 fu nominato arcivescovo titolare di Laodicea di Frigia e delegato apostolico di Perugia, divenendone arcivescovo l'8 novembre 1910 fino al 1922, quando papa Pio XI lo nominò nunzio apostolico in Argentina e Paraguay, assegnandogli la sede titolare di Chersoneso di Zechia.
Gli incarichi diplomatici in America Latina terminarono nel 1925 dopo che il governo argentino lo dichiarò persona non gradita nel corso di una protratta disputa sulla nomina di un nuovo arcivescovo di Buenos Aires, mentre nel 1928 fu nominato nunzio apostolico in Portogallo. Durante il suo mandato fu esaminata l'autenticità delle apparizioni di Fatima e nel 1930 fu riconosciuta la loro autenticità.
Morì a Genova il 1º dicembre 1933.

## Genealogia episcopale e successione apostolica
La genealogia episcopale è:
- Cardinale Scipione Rebiba
- Cardinale Giulio Antonio Santori
- Cardinale Girolamo Bernerio, O.P.
- Arcivescovo Galeazzo Sanvitale
- Cardinale Ludovico Ludovisi
- Cardinale Luigi Caetani
- Cardinale Ulderico Carpegna
- Cardinale Paluzzo Paluzzi Altieri degli Albertoni
- Papa Benedetto XIII
- Papa Benedetto XIV
- Papa Clemente XIII
- Cardinale Marcantonio Colonna
- Cardinale Giacinto Sigismondo Gerdil, B.
- Cardinale Giulio Maria della Somaglia
- Cardinale Carlo Odescalchi, S.I.
- Cardinale Costantino Patrizi Naro
- Cardinale Lucido Maria Parocchi
- Cardinale Girolamo Maria Gotti, O.C.D.
- Arcivescovo Giovanni Beda Cardinale, O.S.B.

La successione apostolica è:
- Arcivescovo Francesco Rossi (1913)
- Vescovo Julio Campero y Aráoz (1923)